# 요코시바정
요코시바정(横芝町)은 구주쿠리 평야의 거의 중앙에 위치했던 지바현 산부군의 정이다.
2006년 3월 27일에 소사군 히카리정과 합병해 산부군 요코시바히카리정이 되었다.

## 역사
- 1889년 4월 1일 - 정촌제 시행에 수반해 무사군 아사히촌이 성립하였다.
- 1897년
  - 5월 10일 - 정으로 승격해 요코시바정이 되었다.
  - 6월 1일 - 요코시바역이 개업하였다.
- 1953년 5월 18일 - 국도 제126호선이 제정되었다.
- 1955년 5월 10일 - 오후사촌, 가미사카이촌이 합병해 요코시바정이 성립하였다.
- 2006년 3월 27일 - 소사군 히카리정과 합병해 요코시바히카리정이 되었다.

## 교통

### 철도
- 동일본 여객철도
  - 소부 본선

### 도로
일반국도
- 국도 제126호선

주요 지방도
- 지바현도 제22호선
- 지바현도 제30호선
- 지바현도 제62호선
- 지바현도 제78호선
- 지바현도 제79호선

도도부현도
- 지바현도 제108호선
- 지바현도 제109호선
- 지바현도 제112호선
- 지바현도 제116호선
- 지바현도 제122호선